# Jaroslav
Jaroslav ist ein männlicher Vorname.

## Herkunft und Bedeutung
Der Name Jaroslav setzt sich aus den Elementen яръ jar- „stark“, „leidenschaftlich“, „tatkräftig“, „energetisch“ und слав slaw „Ehre“, „Ruhm“, „Herrlichkeit“ zusammen.

## Verbreitung
In Tschechien zählt Jaroslav zu den beliebtesten Jungennamen. Bis ins Jahr 1981 fand er sich unter den zehn meistgewählten Jungennamen und hielt sich dabei von 1944 bis 1956 auf Rang 3 der Hitliste. Zuletzt sank seine Beliebtheit, jedoch ist er immer noch populär. Im Jahr 2016 stand Jaroslav auf Rang 40 der Vornamenscharts.
Auch in Russland ist der Name Ярослав Jaroslaw verbreitet. In Moskau stand er im Jahr 2022 auf Rang 25 der beliebtesten Jungennamen.
Darüber hinaus ist der Name auch in der Ukraine, der Slowakei und Belarus geläufig.
In Deutschland wird der Name nur sehr selten vergeben. Zwischen 2006 und 2022 wurde der Name etwa 70 Mal gewählt, die alternative Schreibweise Jaroslaw etwa 50 Mal.

## Varianten

### Männliche Varianten
Der Name Ярослав wird gewöhnlich Jaroslav, seltener Jaroslaw, und im englischen Sprachraum gewöhnlich Yaroslav transkribiert.
- Belarusisch: Яраслаў Jaraslaŭ
- Litauisch: Jaroslavas
- Polnisch: Jarosław
  - Diminutiv: Jarek
- Russisch: Ярослав Jaroslaw
  - Diminutiv: Ярик Jarik, Слава Slawa
- Slowakisch
  - Diminutiv: Jaro
- Tschechisch
  - Diminutiv: Jarek, Jara
- Ukrainisch: Ярослав Jaroslaw

### Weibliche Varianten
Der Name Ярослава wird Jaroslawa, Jaroslava oder Yaroslava transkribiert.
- Polnisch: Jarosława
- Russisch: Ярослава Jaroslawa
- Slowakisch: Jaroslava
  - Diminutiv: Jarka, Jara
- Tschechisch: Jaroslava
  - Diminutiv: Jarka, Jaruška
- Ukrainisch: Ярослава Jaroslawa

## Namensträger

### Jaroslav
- Jaroslav Bába (* 1984), tschechischer Hochspringer
- Jaroslav Balaštík (* 1979), tschechischer Eishockeyspieler
- Jaroslav Bednář (* 1976), tschechischer Eishockeyspieler
- Jaroslav Beneš (1892–1963), tschechischer Philosoph und Theologe
- Jaroslav Burgr (1906–1986), tschechischer Fußballspieler
- Jaroslav Čermák (1830–1878), tschechischer Maler
- Jaroslav Černý (Ägyptologe) (1898–1970), tschechischer Ägyptologe
- Jaroslav Černý (Fußballspieler) (* 1979), tschechischer Fußballspieler
- Jaroslav Drobný (Tennisspieler) (1921–2001), tschechoslowakischer Tennis- und Eishockeyspieler
- Jaroslav Drobný (Fußballspieler) (* 1979), tschechischer Fußballspieler
- Jaroslav Durych (1886–1962), tschechischer Dichter, Theologe und Militärarzt
- Jaroslav Foglar (1907–1999), tschechischer Schriftsteller
- Jaroslav Goll (1846–1929), tschechischer Historiker
- Jaroslav Halák (* 1985), slowakischer Eishockeytorwart
- Jaroslav Hašek (1883–1923), tschechischer Schriftsteller
- Jaroslav Havlíček (1896–1943), tschechischer Schriftsteller
- Jaroslav Heyrovský (1890–1967), tschechischer Physiochemiker
- Jaroslav Hilbert (1871–1936), tschechischer Dramatiker, Theaterkritiker und Publizist
- Jaroslav Hlinka (* 1976), tschechischer Eishockeyspieler
- Jaroslav Holík (1942–2015), tschechoslowakischer Eishockeyspieler
- Jaroslav Hřebík (* 1948), tschechischer Fußballspieler und -trainer
- Jaroslav Izák (* 1955), slowakischer Politiker
- Jaroslav Ježek (Komponist) (1906–1942), tschechischer Komponist
- Jaroslav Juhan (1921–2011), guatemaltekischer Autorennfahrer tschechoslowakischer Herkunft
- Jaroslav Kačmarčík (* 1954), tschechoslowakischer Orientierungs- und Ski-Orientierungsläufer
- Jaroslav Koch (1910–1979), tschechischer Psychologe
- Jaroslav Kocian (1883–1950), tschechischer Geigenpädagoge und Komponist
- Jaroslav Konečný, ein Pseudonym von Jiří Gruša (1938–2011), tschechischer Schriftsteller, Lyriker und Diplomat
- Jaroslav Koutecký (1922–2005), tschechischer Chemiker
- Jaroslav Kracík (* 1983), tschechischer Eishockeyspieler
- Jaroslav Kratochvíl (Schriftsteller) (1885–1945), tschechischer Schriftsteller
- Jaroslav Kratochvíl (Politiker) (1901–1984), tschechoslowakischer Politiker und Minister
- Jaroslav Křička (1882–1969), tschechischer Komponist
- Jaroslav Kristek (* 1980), tschechischer Eishockeyspieler
- Jaroslav Kunz (* 1946), tschechischer Tischtennisspieler
- Jaroslav Kuťák (* 1956), tschechischer Schriftsteller und Übersetzer
- Jaroslav Kvapil (Dichter) (1868–1950), tschechischer Dichter
- Jaroslav Kvapil (Komponist) (1892–1958), tschechischer Komponist
- Jaroslav Langer (1918–2008/09), tschechisch-deutscher Jurist, Wissenschaftler und Zukunftsforscher
- Jaroslav Levinský (* 1981), tschechischer Tennisspieler
- Jaroslav Mareš (1937–2021), tschechischer Schriftsteller und Reisender
- Jaroslav Borsita von Martinic (1582–1649), böhmischer Adliger
- Jaroslav Modrý (* 1971), tschechischer Eishockeyspieler
- Jaroslav Mostecký (1963–2020), tschechischer Autor
- Jaroslav Němec (* 1978), tschechischer Künstler
- Jaroslav Netolička (* 1954), tschechischer Fußballtorhüter und -trainer
- Jaroslav Opěla (1935–2016), tschechischer Dirigent
- Jaroslav Otevřel (* 1968), tschechischer Eishockeyspieler
- Jaroslav Paška (1954–2021), slowakischer Politiker (Slowakische Nationalpartei)
- Jaroslav Pelikan (1923–2006), US-amerikanischer Historiker
- Jaroslav Plašil (* 1982), tschechischer Fußballspieler
- Jaroslav Polach (* 1981), slowakischer Poolbillardspieler
- Jaroslav Pollák (1947–2020), slowakischer Fußballspieler
- Jaroslav Pouzar (* 1952), tschechoslowakischer Eishockeyspieler
- Jaroslav Řídký (1897–1956), tschechischer Komponist, Dirigent, Musiker und Musiklehrer
- Jaroslav Lev von Rosental (um 1425–1480), tschechischer Adliger und Politiker
- Jaroslav Rudiš (* 1972), tschechischer Schriftsteller und Journalist
- Jaroslav Sakala (* 1969), tschechischer Skispringer
- Jaroslav Šedivec (* 1981), tschechischer Fußballspieler
- Jaroslav Seifert (1901–1986), tschechischer Schriftsteller
- Jaroslav Šilhavý (* 1961), tschechischer Fußballspieler und -trainer
- Jaroslav Šimr (* 1979), tschechischer Fußballspieler
- Jaroslav Šír (* 1923), tschechoslowakischer Skisportler
- Jaroslav Skobla (1899–1959), tschechoslowakischer Gewichtheber
- Jaroslav Soukup (Biathlet) (* 1982), tschechischer Biathlet
- Jaroslav Špaček (* 1974), tschechischer Eishockeyspieler
- Jaroslav Špillar (1869–1917), tschechischer Maler
- Jaroslav III. von Sternberg (unbekannt–1492), böhmischer Landvogt
- Jaroslav Sůra (1929–2011), tschechischer Maler, Illustrator und Grafiker
- Jaroslav Vejvoda (1920–1996), tschechoslowakischer Fußballtrainer
- Jaroslav Vlček (1860–1930), tschechoslowakischer Literaturhistoriker
- Jaroslav Vožniak (1933–2005), tschechischer Maler
- Jaroslav Vrchlický (1853–1912), tschechischer Dichter und Übersetzer
- Jaroslav Zápalka (* 1958), tschechischer Fußballspieler
- Jaroslav Zeman (Musiker) (1936–2022), tschechischer Komponist

### Jaroslaw
- Jaroslaw Dronow (* 1991), russischer Sänger
- Jaroslaw Marcinowski (1868–1935), deutscher Arzt und Psychoanalytiker
- Jaroslaw Popowytsch (* 1980), ukrainischer Radrennfahrer
- Jaroslaw Wladimirowitsch Rybakow (* 1980), russischer Hochspringer
- Jaroslaw Serpan (1922–1976), tschechisch-französischer Maler
- Jaroslaw Ignaz von Sternberg (1641–1709), Bischof von Leitmeritz
- Jaroslaw Wynokur (* 1974), ukrainischer Billardspieler

### Jarosław
- Jarosław Bako (* 1964), polnischer Fußballspieler
- Jarosław Fojut (* 1987), polnischer Fußballspieler
- Jarosław Iwaszkiewicz (1894–1980), polnischer Schriftsteller
- Jarosław Kaczyński (* 1949), polnischer Politiker
- Jarosław Kalinowski (* 1962), polnischer Politiker
- Jarosław Kowalczyk (* 1989), polnischer Radrennfahrer
- Jarosław Kowalski (* 1974), polnischer Snookerspieler
- Jarosław Marycz (* 1987), polnischer Radrennfahrer
- Jarosław Rębiewski (* 1974), polnischer Radrennfahrer
- Jarosław Wałęsa (* 1976), polnischer Politiker
- Jarosław Zarębski (* 1979), polnischer Radrennfahrer